# Gunung Karuengsira
Gunung Karuengsira är ett berg i Indonesien.   Det ligger i provinsen Aceh, i den västra delen av landet, 1 700 km nordväst om huvudstaden Jakarta. Toppen på Gunung Karuengsira är 885 meter över havet, eller 120 meter över den omgivande terrängen. Bredden vid basen är 1,3 km.
Terrängen runt Gunung Karuengsira är huvudsakligen kuperad, men österut är den bergig.Runt Gunung Karuengsira är det mycket glesbefolkat, med 6 invånare per kvadratkilometer. I omgivningarna runt Gunung Karuengsira växer i huvudsak städsegrön lövskog.